# Fabien Antunes
Fabien Antunes (19 november 1991) is een Frans voetballer die bij voorkeur als linksback speelt. Hij tekende in 2017 bij Sint-Truidense VV.

## Clubcarrière
Antunes verruilde in 2013 JA Drancy voor Red Star Paris, waarvoor hij dertien wedstrijden speelde in de Championnat National. In 2014 trok de linksachter naar Excelsior Virton. Op 2 augustus 2014 debuteerde hij in de tweede klasse tegen Sint-Truiden. Tijdens het seizoen 2014/15 maakte hij twee doelpunten in 33 competitiewedstrijden in de tweede klasse. Hij werd daar ook verkozen tot speler van het seizoen. In juni 2015 tekende Antunes een tweejarig contract bij KV Oostende. Antunes slaagde erin om op twee seizoenen tijd 24 wedstrijden in de Jupiler Pro League te spelen, maar had in die periode ook regelmatig te kampen met blessureleed.
Na twee seizoenen bij Oostende stapte hij transfervrij over naar Sint-Truidense VV, maar daar kwam hij niet veel aan spelen toe. Na één seizoen leende STVV hem al uit aan KVC Westerlo in Eerste klasse B.